# Estevelles
Estevelles és un municipi francès situat al departament del Pas de Calais i a la regió dels Alts de França. L'any 2007 tenia 1.717 habitants.

## Demografia

### Població
El 2007 la població de fet d'Estevelles era de 1.717 persones. Hi havia 544 famílies de les quals 88 eren unipersonals (20 homes vivint sols i 68 dones vivint soles), 136 parelles sense fills, 276 parelles amb fills i 44 famílies monoparentals amb fills.
La població ha evolucionat segons el següent gràfic:
Habitants censats

### Habitatges
El 2007 hi havia 609 habitatges, 576 eren l'habitatge principal de la família i 33 estaven desocupats. 608 eren cases i 1 era un apartament. Dels 576 habitatges principals, 424 estaven ocupats pels seus propietaris, 105 estaven llogats i ocupats pels llogaters i 48 estaven cedits a títol gratuït; 8 tenien dues cambres, 57 en tenien tres, 197 en tenien quatre i 315 en tenien cinc o més. 486 habitatges disposaven pel capbaix d'una plaça de pàrquing. A 223 habitatges hi havia un automòbil i a 292 n'hi havia dos o més.

### Piràmide de població
La piràmide de població per edats i sexe el 2009 era:
| Homes | Edats   | Dones |
| ----- | ------- | ----- |
| 0     | 95 o +  | 0     |
| 0     | 90 a 94 | 4     |
| 0     | 85 a 89 | 0     |
| 0     | 80 a 84 | 8     |
| 4     | 75 a 79 | 24    |
| 16    | 70 a 74 | 12    |
| 32    | 65 a 69 | 48    |
| 32    | 60 a 64 | 48    |
| 20    | 55 a 59 | 20    |
| 28    | 50 a 54 | 32    |
| 49    | 45 a 49 | 60    |
| 88    | 40 a 44 | 97    |
| 92    | 35 a 39 | 68    |
| 64    | 30 a 34 | 52    |
| 52    | 25 a 29 | 68    |
| 52    | 20 a 24 | 52    |
| 100   | 15 a 19 | 76    |
| 100   | 10 a 14 | 72    |
| 104   | 5 a 9   | 80    |
| 44    | 0 a 4   | 32    |

## Economia
El 2007 la població en edat de treballar era de 1.176 persones, 810 eren actives i 366 eren inactives. De les 810 persones actives 705 estaven ocupades (405 homes i 300 dones) i 106 estaven aturades (52 homes i 54 dones). De les 366 persones inactives 75 estaven jubilades, 139 estaven estudiant i 152 estaven classificades com a «altres inactius».

### Ingressos
El 2009 a Estevelles hi havia 595 unitats fiscals que integraven 1.739 persones, la mediana anual d'ingressos fiscals per persona era de 16.480 €.

### Activitats econòmiques
Dels 29 establiments que hi havia el 2007, 1 era d'una empresa extractiva, 3 d'empreses alimentàries, 4 d'empreses de construcció, 9 d'empreses de comerç i reparació d'automòbils, 3 d'empreses de transport, 3 d'empreses d'hostatgeria i restauració, 1 d'una empresa financera, 1 d'una empresa immobiliària, 3 d'entitats de l'administració pública i 1 d'una empresa classificada com a «altres activitats de serveis».
Dels 8 establiments de servei als particulars que hi havia el 2009, 1 era un taller de reparació d'automòbils i de material agrícola, 1 lampisteria, 1 electricista, 2 empreses de construcció, 1 perruqueria, 1 restaurant i 1 agència immobiliària.
Dels 5 establiments comercials que hi havia el 2009, 2 eren botiges de menys de 120 m², 1 una botiga de menys de 120 m², 1 una fleca i 1 una joieria.
L'any 2000 a Estevelles hi havia 4 explotacions agrícoles.

## Equipaments sanitaris i escolars
El 2009 hi havia una escola elemental.

## Poblacions més properes
El següent diagrama mostra les poblacions més properes.